# Astro經典名曲歌唱大賽2019
Astro經典名曲歌唱大賽2019（英語：Astro Classic Golden Melody 2019）是马来西亚Astro於2019年制作的歌唱真人秀节目，為該作的第19屆比賽，由顏江翰主持。

## 概說
參賽者必須是不小於45歲的大馬公民，且不為該比賽的歷屆冠軍、有唱片公司簽約或為Astro職員和贊助商身份以及其直屬；比賽只能選擇不晚於2000年的中（或其方言）、英文歌曲。
該屆比賽分別於2019年5月4日在槟城 1st Avenue 八樓的REDBOX和於2019年5月5日在吉隆坡Astro 北门舉辦試音活動，評審為風采姐妹和黎升銘，試音內容在節目也被簡略帶過。
該節目在第一章賽事後分成三組隊伍。藍寶石隊導師為郭燕燕、金鑰匙隊導師為郭雯雯、紅鑽石導師為黎升銘。三個導師在經典終章以後不分組合聯合指導。
本次晉級至國際賽的8位選手均可平分RM32,000獎金。非三甲決賽選手能獲得RM4,000獎金，季軍能獲得RM10,000獎金，亞軍能獲得RM20,000獎金，冠軍能獲得RM30,000獎金。馬星集團人氣獎得主可獲得RM8,888獎金。

## 軼事

### 參賽者
- 李玉欽曾為該節目姐妹系列Astro新秀大賽1999和歡喜來卡拉2011的冠軍。也曾參加The Voice 決戰好聲 (第一季)。
  - Astro新秀大賽同一屆（1999）亞軍馬嘉軒於第一集成為獻唱嘉賓及經典第二章的評審，不過兩人在賽事節目上沒任何互動。
  - 李玉欽自奪得該屆冠軍後，成為Astro華人歌唱比賽三料冠軍得主。
- 尤俊霖曾為藝人，且出过专辑，於2012年從事幕後隱退。
- 棻蘭和曹峰曾發行專輯，現以參賽歌手身份活躍。
- 張文正在台灣現有自創樂團「MOT樂團」，以校園民歌及老歌從事活動。

#### 曾經參加過前季比賽的選手
（以下標題省略，僅記載年份）
- 葉健安：6回（2012年開始）
- 白鴻志：2012
- 王潤添、賴玉梅、李沭臻：2014
- 朱翠玲：2014、2016
- 何其京：2015、2017
- 杨媇惠：2017
- 周志勇、張梅香、王健文：2018

### 其他
- 該年屆去除跑馬燈式的歌曲介紹。
- 該屆評審下的分數均為整數再做出平均，之後將分數的十分位進位，第5集在揭曉藍寶石隊總成績以及經典終章的時候將分數展示成進位前的數值。
- 總決賽的幾個小時前，該節目主持人顏江瀚在自己的臉書網頁貼文令粉絲猜該比賽的三甲，並預定要請在賽前全數猜中的粉絲吃大餐作為回饋。
- 該屆總決賽的參賽者僅獲得獎金獎勵，沒展示任何贊助商產品獎勵，不同於以往會常有額外的贊助商贊助產品獎勵參賽者。